# Venusia tchraria
Venusia tchraria là một loài bướm đêm trong họ Geometridae.